# Індурація
Індурація (лат. induratio - ущільнення) — ущільнення органу або його частини, в залежності від багатьох умов, що зачіпає шкірні покриви людини, які включають в себе всю поверхню тіла - шкіру, волосся, нігті і пов'язані з шкірою м'язів і залози.

## Історія
1572 року Girolamo Mercuriale з Форлі, Італія, завершив свою роботу «De morbis cutaneis» (що в перекладі «До питання про захворюваннях шкіри». Вона була першою науковою працею, присвяченою дерматології.

## Епідеміологія
Під час Першої світової війни загинуло понад два мільйони військових, як оцінюється, тільки через захворювання шкіри.

## Методи діагностики
Для найточнішої діагностики стану шкіри служить безпосередній огляд шкіри та її придатків, а також слизових оболонок. Більшість станів шкіри виражається в зміні поверхні шкіри і позначається терміном «поразку», що має більш-менш чіткі характеристики. Найчастіше необхідний огляд лікарем для виявлення відповідної інформації про історію хвороби та або призначення і проведення лабораторних досліджень для підтвердження діагнозу. Після огляду дуже важливі клінічні спостереження за наступними напрямками: морфологія, форма(обриси) і розподіл ураження (поразок). Костьольна морфології, початкова поразка, як відомо, називається «первинною поразкою» і виявлення такого пошкодження шкіри є найважливішим аспектом при перевірці шкірних покривів. З часом такі первинні ураження можуть продовжити розвиватися і змінюватися, регресуючи або травмуючи, створюючи «вторинні ураження». Однак, відсутність єдиного стандарту в дерматологічній термінології, було однією з головних перешкод для успішного спілкування між лікарями при описі виявлених захворюваннях шкіри. Проте, є деякі загальноприйняті терміни для опису макроскопічної морфології, форми і розподілах шкірних поразок.